# Barbara Jones
Barbara Jones (Estados Unidos, 26 de marzo de 1937) fue una atleta estadounidense, especializada en la prueba de 4 x 100 m en la que llegó a ser campeona olímpica en 1952.

## Carrera deportiva
En los JJ. OO. de Helsinki 1952 ganó la medalla de oro en los relevos 4 x 100 metros, con un tiempo de 45.9 segundos, por delante de Alemania (plata) y Reino Unido (bronce), siendo sus compañeras de equipo: Mae Faggs, Chatherine Hardy y Janet Moreau.